# Erich Reiling

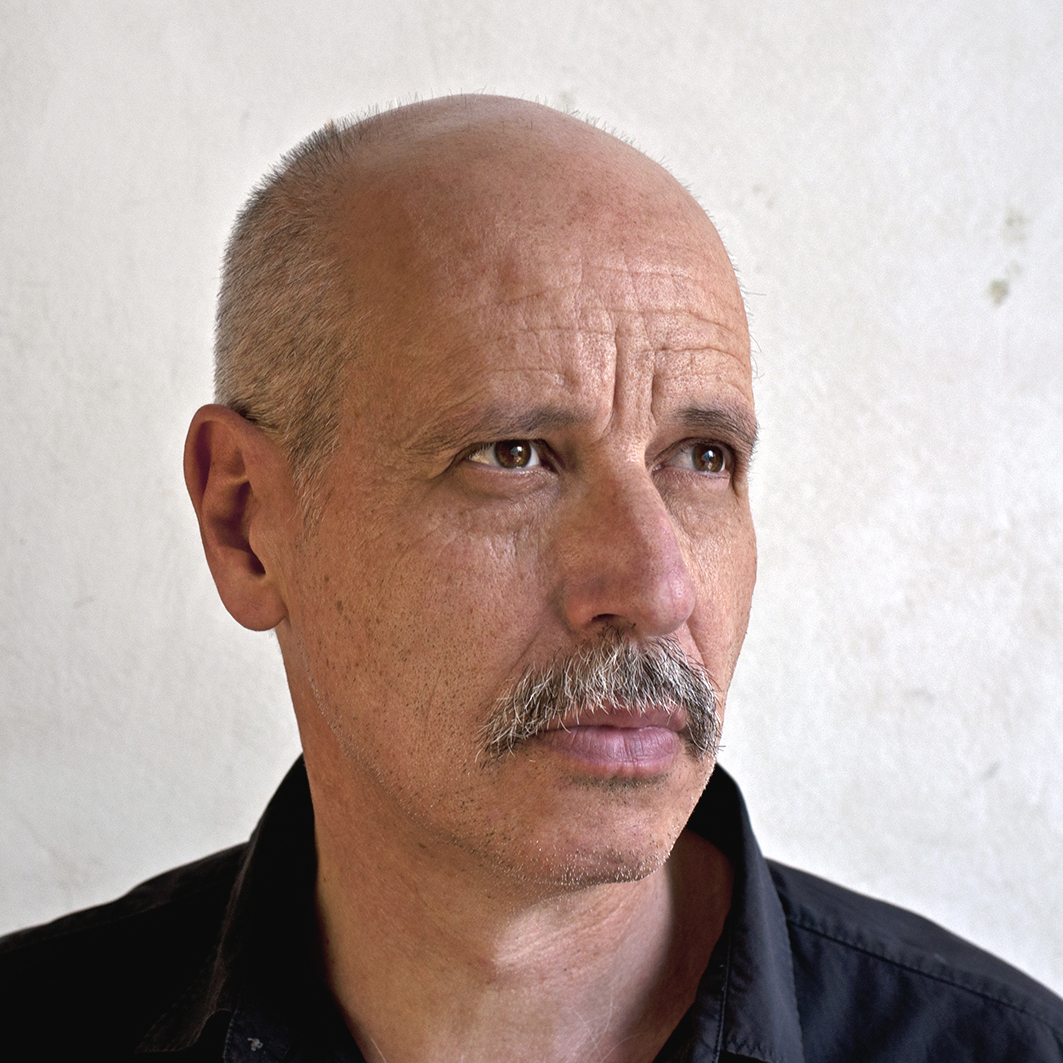
Erich Reiling

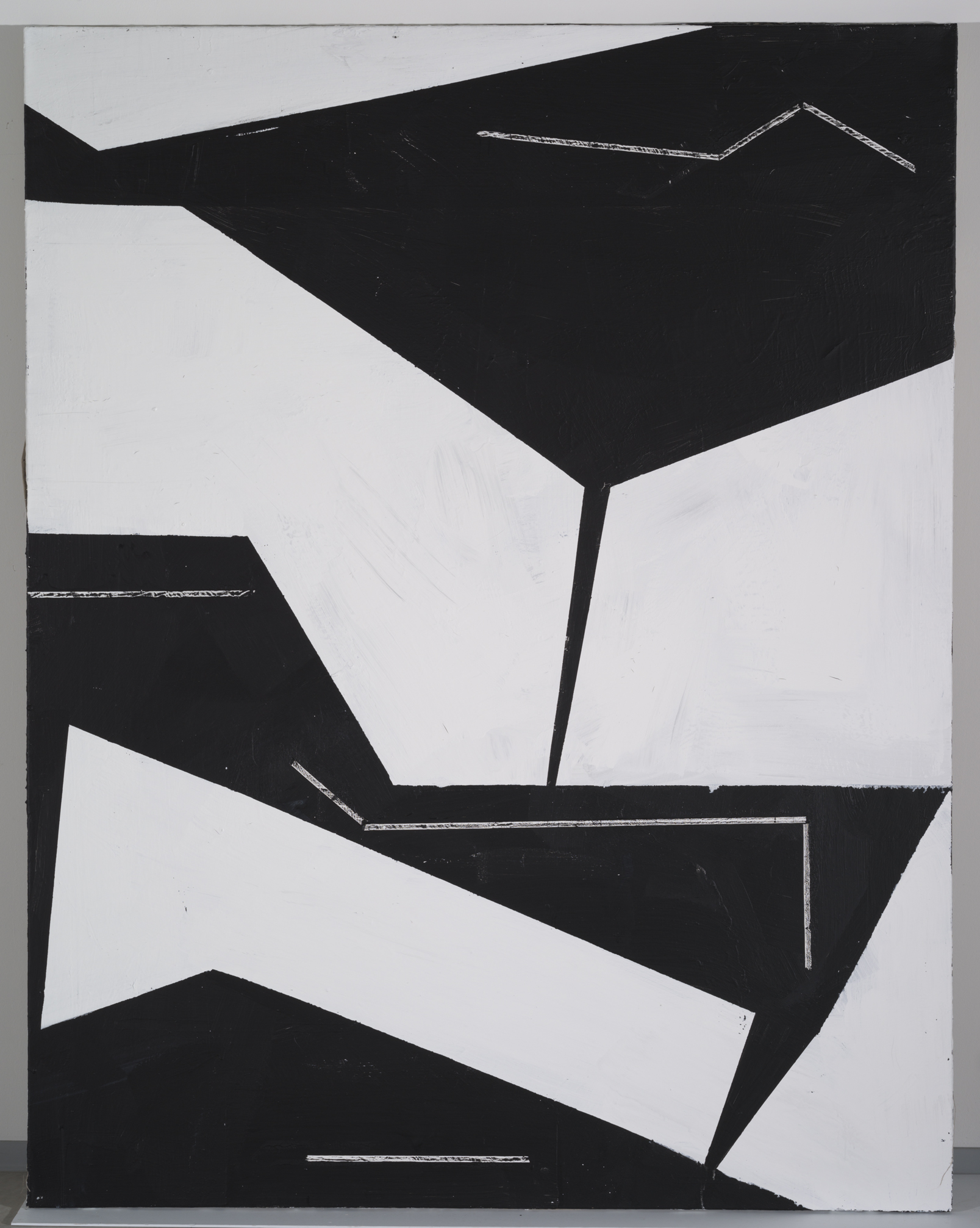
Erich Reiling: ohne Titel, 2015

Erich Reiling (* 3. Februar 1953 in Ersingen) ist ein deutscher Maler und Professor für Malerei an der Hochschule Pforzheim.

## Leben
Nach dem Abitur am Kepler-Gymnasium in Pforzheim studierte er von 1974 bis 1978 Produktdesign an der Fachhochschule für Gestaltung in Pforzheim und an der Fachhochschule Münster.
Von 1981 bis 1993 war er Lehrbeauftragter für Malerei und Zeichnung an der Fachhochschule für Gestaltung Pforzheim. Von 1993 bis 1998 Lehrbeauftragter für Malerei an der Johannes Gutenberg-Universität Mainz im Fachbereich Kunst.
von 1997 bis 1998 war er Lehrbeauftragter für Malerei an der Staatlichen Hochschule für Gestaltung Karlsruhe. Seit 2001 ist er Professor für Malerei an der Hochschule Pforzheim.
Reiling arbeitet als freischaffender Zeichner und Maler und lebt in Karlsruhe.

## Ehrungen
- 1987 Kunstpreis der Stadt Wolfsburg aus dem Forum junger Kunst
- 1987: Nominierung für den Bremer Kunstpreis 1987 (Nominator: Andreas Vowinckel, Badischer Kunstverein, Karlsruhe)
- 1987 Stipendium der Stiftung Kunstfonds Bonn
- 1988: Kunstpreis der Werner-Stober-Stiftung in Karlsruhe[3]

## Werke in öffentlichen Sammlungen
- Ulmer Museum, Ulm
- Staatliche Kunsthalle Karlsruhe, Karlsruhe
- Zentrum für Kunst und Medientechnologie, Karlsruhe
- Sammlung Deutsche Bank, Frankfurt am Main
- Sammlung Lepsien Art Foundation, Düsseldorf[4]
- Städtische Galerie Karlsruhe, Karlsruhe

## Ausstellungen (Auswahl)
Einzelausstellungen
- 1983: Badischer Kunstverein, Karlsruhe
- 1987: St. Annen-Museum, Lübeck
- 1988: Kunstverein Bochum, Bochum
- 1990: Kunstverein Hochrhein, Bad Säckingen
- 1994: Erich Reiling: Malerei und Zeichnungen 1993 und 1994, Kunstraum MI Posselt, Bonn
- 1996: Galerie Bismarck, Bremen
- 1997: Freundeskreis Wilhelmshöhe, Ettlingen
- 2015: Galerie Rottloff, Karlsruhe

Ausstellungsbeteiligungen
- 1987: Beschaffenheit des Augenblicks, Roemer- und Pelizaeus-Museum Hildesheim, Hildesheim
- 1987: Bremer Kunstpreis, Kunsthalle Bremen, Bremen
- 1988: Vorbilder: Kunst in Karlsruhe 1945–1988, Badischer Kunstverein, Karlsruhe
- 1991: Deutscher Künstlerbund, Institut Mathildenhöhe, Darmstadt
- 1991: Urfigur – Kultfigur, Landeskunstwochen Baden-Württemberg, Reutlingen
- 1992: Deutscher Künstlerbund, Ludwig Forum für Internationale Kunst, Aachen
- 1992: Labyrinth der Welt, Kunstmuseum Bochum, Bochum
- 1993: Kunst der 90er Jahre, Badischer Kunstverein, Karlsruhe